# Bootleg a Bootleg, You Cut Out the Middleman
Bootleg a Bootleg, You Cut Out the Middleman è un album live auto-prodotto del gruppo ska punk statunitense Less Than Jake, registrato nel maggio 1997 a Las Vegas, NV. È stato registrato originariamente da un pirata informatico, messo in vendita a prezzi eccessivi su eBay. Il gruppo ha quindi deciso di ottenerne una copia, di produrlo e di venderlo così com'era. È attualmente l'unico disco dei Less Than Jake censurato dalle bestemmie.

## Tracce
1. Automatic – 2:47
2. Time and a Half / Econolodged – 5:15
3. Happyman / 9th At Pine – 3:55
4. Johnny Quest Thinks We're Sellouts – 3:00
5. Lockdown – 2:46
6. Laverne And Shirley – 0:53
7. Shindo – 2:15
8. Liquor Store – 2:46
9. Jen – 2:52
10. Big – 2:43
11. Sugar In Your Gas Tank – 2:06
12. Rock-N-Roll Pizzeria – 2:15
13. We're Not Gonna Take It – 2:29